# Lydia Fairchild
Lydia Fairchild amerikai nő, akinél kimutatták a kimérizmust.

## Életrajz
2002-ben munkanélküli lett. Ezt követően szociális segélyt nyújtott be. Ehhez genetikai vizsgálattal igazolnia kellett, hogy a gyermekeit saját maga szülte. A dezoxiribonukleinsav-teszt szerint a gyermekei dezoxiribonukleinsava nem egyezett meg az övével. Lydia Fairchildtól megtagadták a segélyt és megvádolták béranyasággal, továbbá azzal, hogy meg akarja az államot lopni. A bíróságon az egyik ügyész az orvosi szakirodalomban talált egy 1998-as esetet, amikor egy anyukáról kiderült, hogy kiméra. A bíróság felmentette Lydia Fairchildot.
Gyermekeinek az édesapja Jamie Townsend.